# Грох-Грохольський Яків Михайлович
Яків Михайлович Грох-Грохольський (10 жовтня 1881 Подільська губернія — 1919/1920) — командир полку Дієвої армії УНР.

## Життєпис
Закінчив Чугуївське військове училище у 1904 році по 2-му розряду.
Станом на 1 січня 1910 р. — поручик 101-го піхотного Пермського полку (Гродно). Останнє звання у російській армії — капітан.
З середини вересня 1919 р. — командир 15-го пішого полку ім. Т. Г. Шевченка. Помер від епідемічного висипного тифу на початку Першого Зимового походу.